# نشریه علوم محیط زیست و بهداشت، بخش پ
مجله علوم محیط زیست و بهداشت، بخش پ: مروری بر سرطان‌زایی محیط زیست و سم‌شناسی زیستی یک نشریه علمی دوسالانه بررسی شده است که موضوعات سلامت محیط زیست را در بر می‌گیرد و مربوط به سرطان‌زایی و سم‌شناسی است. این نشریه در سال ۱۹۷۶ تأسیس شد و توسط تیلور و فرانسیس منتشر می‌شود. سردبیر اصلی آن پیتر پی. فو (مرکز ملی تحقیقات مواد سمی) است. براساس گزارش گزارش استنادی مجلات، مجله در سال ۲۰۱۵ ضریب تأثیر ۳٫۶۶۶۷ را دارا بود.